# ФК Јединство Бихаћ
ФК Јединство (бошњ. NK Jedinstvo) је босанскохерцеговачки фудбалски клуб из Бихаћa. Тренутно се такмичи у Првој лиги Федерације Босне и Херцеговине.

## Историја
Ногометни клуб Јединство из Бихаћа је један од најстаријих клубова у Босни и Херцеговини, основан 1919. године. Сви тадашњи играчи били су ученици бихаћке Гимназије. Временом је већина играча одлазила у друге клубове, а највише у загребачки ХАШК и Грађански. Репрезентативац Југославије из тог времена Ивица Гајер играч ХАШКа почео је у Јединству. 
Због одласка квалитетних играча, као и оних који су радили на организацији у клубу Јединство престаје с радом 1935. године.
Године 1937. фудбалски заљубљеници Ћамил Кадић, Осман Реџић, Мујо Чаушевић, Душко Босанчић, Живко Перковић и Мујага Делић реактивирају клуб, али његов рад прекида Други светски рат када 30-ак играча Јединства одлази у партизане. И у току рата Јединство, поводом првог ослобеђења Бихаћа 1942. године побеђује репрезентацију омладинских јединица. У тој утакмици играчи Јединства су наступили у дресовима направљеним од падобранског платна а између осталих наступили су Рато Дугоњић, Хајро Капетановић, Шабо Делић…
Године 1945. одржана је поново оснивачка скупштина клуба а за предсједника је изабран Божо Поповић. Предузетник Мехо Хаџиабдић дао је кожу за копачке а дресови се праве од падобранског платна. Јединство постаје све боље тако да 1946. године игра у Републичкој лиги БиХ заједно с екипама Торпеда из Сарајева, Вележом, Челиком, Слободом из Тузле. Две сезоне играју у Квалитетној лиги БиХ да би у сезони 1948/49. године испали из тог ранга и такмичили се у Бањалучкој лиги., када клуб запада у кризу. 
Од 1956. године клуб се полако опоравља а у сезони 1967/68 Јединство постаје члан Друге фудбалске лиге Југославије, што је највећи дотадашњи успех у историји клуба. Јединство је више од двадесет година друголигаш. и у том периоду је два пута било на прагу уласка у Прву савезну лигу Југославије.
Године 1978. Јединсво је постало Аматерски првак Југославије а 1970. а 1984. године је играло у четвртфиналу Купа Југославије. Од 1980. до 1992. Јединство претежно игра у Другој лиги Запад, те касније у Међурепубличкој лиги, где се стално налази међу првих пет-шест екипа. Формирањем Републичке лиге БиХ 1991/92 Јединство постаје њен члан. Ту га затиче рат 1992. године којим се распала СФР Југославија, а самим тим и дотадашњи систем такмичења.
Године 1993. Ногометни савез Унско санског кантона организује Лигу кантона по групама где доминирају Крајина из Цазина и Слога из Краља. У сезони 1994/95 Јединство осваја прво место и 1995. године постаје члан Прве лиге Босне и Херцеговине. Од 1995. године Јединство бележи успехе у Првој лиги БиХ и налази се у самом врху БиХ фудбала.
У паузи сезоне 1999/00 Јединство је учествовало на турниру у Италији под називом Винтер куп 1999. када у конкуренцији осам познатих европских клубова осваја треће место. Поредак на крају турнира: 1. Стеауа (Букурешт), 2. Заглебје (Пољска), 3. Јединство (БиХ) 4. Шиник (Русија),... Значајна је била добра игра и нерешен резултат 1:1 против некадашњег европског првака и најбоље екипе Румуније Стеауе из Букурешта.
Године 1999. године играчи Јединства по први пут излазе на европску сцену. Као представник Босне и Херцеговине Јединство наступа у Интертото купу. Историјски дамтум за клуб је био 19. јуни 1999. године када се на преуређеном стадиону Подно Борића одиграва прва званична међународна утакмица а противник Јединству у 1. колу Интертото купа била је екипа Gi Gotu Toftir с Фарских острва. Пред 10000 гледалаца Јединство је победило госте резултатом 3:0. Осим што је ово био први сусрет Јединства на евро сцени он је још значајан: Селам Тулић је у тој утакмици постигао први погодак што је уједно први погодак неког босанскохерцеговачког играча у евро куповима, а након реванш меча на Фарским острвима, Јединство је први БиХ клуб који се пласирао у друго коло неког европског такмичења од осамостаљења Босне и Херцеговине. У другом колу овог такмицења Јединство није успело.
Успеси у Интертото купу потврђени су у сезони 1999/00 када праве још већи успех јер постају прваци Премијер лиге БиХ у којој су тад играли само Бошњачки клубови. У плеј офу који се 2000. године играо с представницима тадашње лиге Херцег Босне Јединство се није успело пласирати на европску сцену. После овог неуспеха игра стагнира, па у наредним сезонама Јединство се бори за опстанак а у Прву лигу Федерације БиХ испада у сезони 2002/03.
Након две сезоне проведене у Првој лиги Федерације БиХ, Јединство се у сезони 2004/05 поново враћа у Премијер лигу гдје се тренутно налази у средини табеле.

## Стадион
Јединство игра своје утакмице на стадиону „Подно Борића“ у бихаћком насељу Луке. Налази се окружен стамбеним насељем са једне и природним амбијентом са друге стране, испод бихаћког излетишта Борића, због чега је и добио име.
Стадион има поред главног и три помоћна терена. На стадиону су две трибине источна и западна. Модернизацијом стадиона 1983. добија се место за 12.000 гледалаца. Стадион се обнавља 1999. да би задовољио стандарде за наступе на европској сцени, уградњом пластичних столица које смањују његов капацитет на око 8.000 гледалаца.
Навијачи НК Јединства себе називају „Сила небеска“.

## НК Јединство у европским такмичењима
| Сезона | Такмичење     | Коло   | Држава        | Клуб                   | Резултат |
| ------ | ------------- | ------ | ------------- | ---------------------- | -------- |
| 1999   | Интертото куп | 1 коло | Фарска Острва | GÍ Gøta                | 3-0, 0-1 |
|        |               | 2 коло | Румунија      | Cheahlual Piatra Neamt | 1-2, 1-3 |